# Dovilė Rimkutė

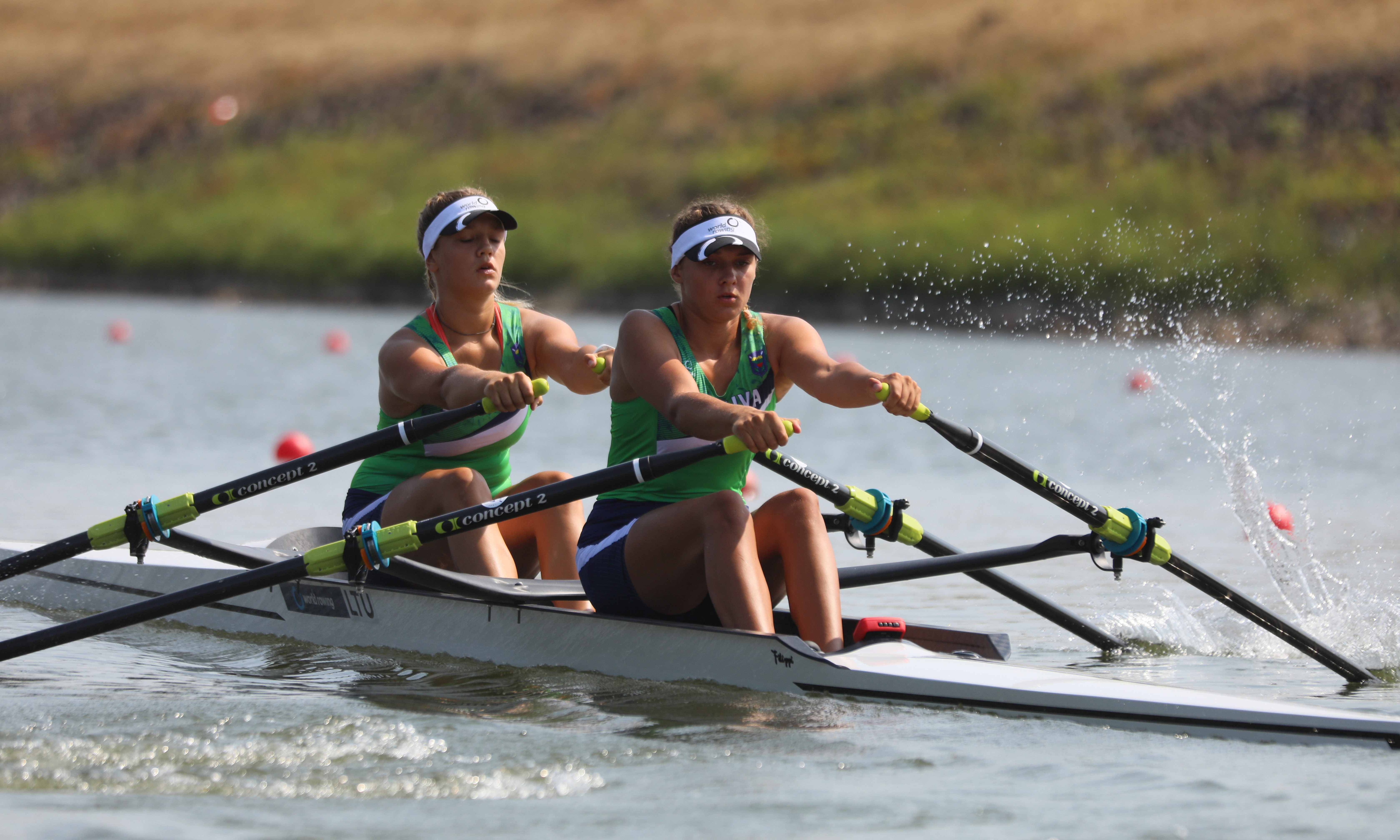
Dovilė Rimkutė (rechts) und Ugnė Juzėnaitė im Doppelzweier (2018)

Dovilė Rimkutė (* 8. Oktober 2001) ist eine litauische Ruderin. Sie gewann bis 2024 eine Silbermedaille bei Weltmeisterschaften und zwei Silbermedaillen bei Europameisterschaften.

## Sportliche Karriere
Bei den Junioren-Weltmeisterschaften 2018 erreichten Dovilė Rimkutė und Ugnė Juzėnaitė nur das C-Finale im Doppelzweier. 2019 siegten die beiden bei den Junioren-Europameisterschaften. Drei Monate später bei den Junioren-Weltmeisterschaften 2019 wurden die beiden Litauerinnen Dritte hinter den Niederländerinnen und den Chinesinnen. Nach der Zwangspause wegen der COVID-19-Pandemie wurden die beiden als Siegerinnen des B-Finales insgesamt Siebte bei den U23-Weltmeisterschaften 2021. Bei den U23-Weltmeisterschaften 2022 trat Dovilė Rimkutė im Einer an und belegte den sechsten Platz. Bei den Europameisterschaften 2022 in München bildete Rimkutė einen Doppelzweier mit Donata Karalienė, die beiden erreichten den vierten Platz mit sechs Sekunden Rückstand auf die Medaillenränge. Bei den Weltmeisterschaften in Račice u Štětí belegten die beiden den siebten Platz als Mitglieder des Doppelvierers.
Bei den Europameisterschaften 2023 in Bled siegten die Rumäninnen Ancuța Bodnar und Simona Radiș im Doppelzweier und erreichten das Ziel 0,35 Sekunden vor Rimkutė und Karalienė, die ihrerseits fast fünf Sekunden vor den drittplatzierten Niederländerinnen lagen. Dreieinhalb Monate später bei den Weltmeisterschaften in Belgrad gewannen die beiden Rumäninnen mit 3,4 Sekunden Vorsprung vor den beiden Litauerinnen; 0,11 Sekunden hinter den Litauerinnen überquerte der Doppelzweier aus den Vereinigten Staaten die Ziellinie. Im April 2024 bei den Europameisterschaften in Szeged erruderten die beiden Norwegerinnen Thea Helseth und Inger Seim Kavlie die Goldmedaille zwei Sekunden vor den Litauerinnen, die beiden Rumäninnen lagen weitere zwei Sekunden zurück und wurden Dritte. Danach konnten die Litauerinnen die Form nicht wieder erreichen. Bei den Olympischen Spielen in Paris erreichte der litauische Doppelzweier als einziges Boot weder A-Finale noch B-Finale.